# Теракт в Хотане
Террористический акт в Хотане (Китай) произошёл 18 июля 2011 года, целью атаки боевиков стал китайский полицейский участок.

## Ход атаки
16 июля 2011 года группа из 18 уйгурских экстремистов прибыла в Хотан из Кашгара. Они привезли с собой несколько десятков различных ножей, топоров и лезвий. Все боевики-уйгуры были в возрасте от 20 до 35 лет. Компоненты для взрывчатки они купили на местном базаре.
18 июля террористы совершили нападение на полицейский участок, взяв его штурмом и захватив заложников. По словам очевидцев, боевики подошли к воротам полицейского участка около полудня с оружием спрятанным в картонных коробках и зарезали двух дежурных полицейских на КПП.
После убийства дежурных, боевики прокричали исламские лозунги призывая уйгуров к джихаду и осуждающие правительство КНР. Затем боевики приступили к штурму здания полиции закидывая его коктейлями Молотова и гранатами, потом они ворвались в полицейский участок, где взяли заложников из числа сотрудников полиции и гражданских лиц.
После этого экстремисты заменили флаг КНР на полицейском участке на флаг исламского джихада (чёрный флаг с арабской вязью), по другим данным на синий флаг с полумесяцем. Сотрудники полиции из других районов Хотана приступили к штурму захваченного участка.
В результате боёв 14 нападавших уйгуров были убиты, а четверо получили ранения. Шесть из восьми заложников были спасены (две женщины народа хань были убиты).